# Nord Stream AG
Nord Stream AG – konsorcjum niemieckich spółek E.ON i BASF oraz rosyjskiego Gazpromu, będące operatorem Gazociągu Północnego.

## Kierownictwo
W latach 2006–2016 dyrektorem generalnym spółki Nord Stream był Matthias Warnig, były przewodniczący rady dyrektorów rosyjskiego oddziału Dresdner Banku, a także były oficer Stasi. Siergiej Sierdjukow z Gazpromu był dyrektorem ds. technologii, Paul Corcoran z Wintershall jest dyrektorem ds. finansowych, a Henning Kothe z E.ON jest dyrektorem ds. operacji handlowych.
Przewodniczącym komitetu akcjonariuszy jest Gerhard Schröder, były kanclerz Republiki Federalnej Niemiec oraz były premier Dolnej Saksonii.

## Akcjonariat
- Gazprom (51%)
- Wintershall Dea (15,5%)
- E.ON (15,5%)
- N.V. Nederlandse Gasunie (9%)
- Engie (9%)[6]

## Sytuacja finansowa Nord Stream 2 AG
Nord Stream 2 AG to siostrzana firma Nord Stream AG.
Według analityków moskiewskiego Sbierbanku gazociąg Nord Stream 2 ma być ruiną inwestycyjną. Powodem mają być zawyżone ceny materiałów budowlanych, które dostarczają biznesmeni z tzw. „bliskiego otoczenia” Putina.
1 marca 2022, w wyniku sankcji nałożonych na Rosję po inwazji na Ukrainę, spółka ogłosiła upadłość. W rezultacie rozpoczęło się postępowanie upadłościowe, które zgodnie z decyzją szwajcarskiego sądu ma trwać do 10 lipca 2023.